# Banyuls-sur-Mer
Banyuls-sur-Mer is een gemeente in het Franse kanton La Côte Vermeille dat behoort tot het departement Pyrénées-Orientales (regio Occitanie) en telde op 1 januari 2022 4.583 inwoners, die Banyulencs worden genoemd. De plaats maakt deel uit van het arrondissement Céret.

## Geografie
De oppervlakte van Banyuls-sur-Mer bedroeg op 1 januari 2022 42,43 vierkante kilometer; de bevolkingsdichtheid was toen 108 inwoners per km².

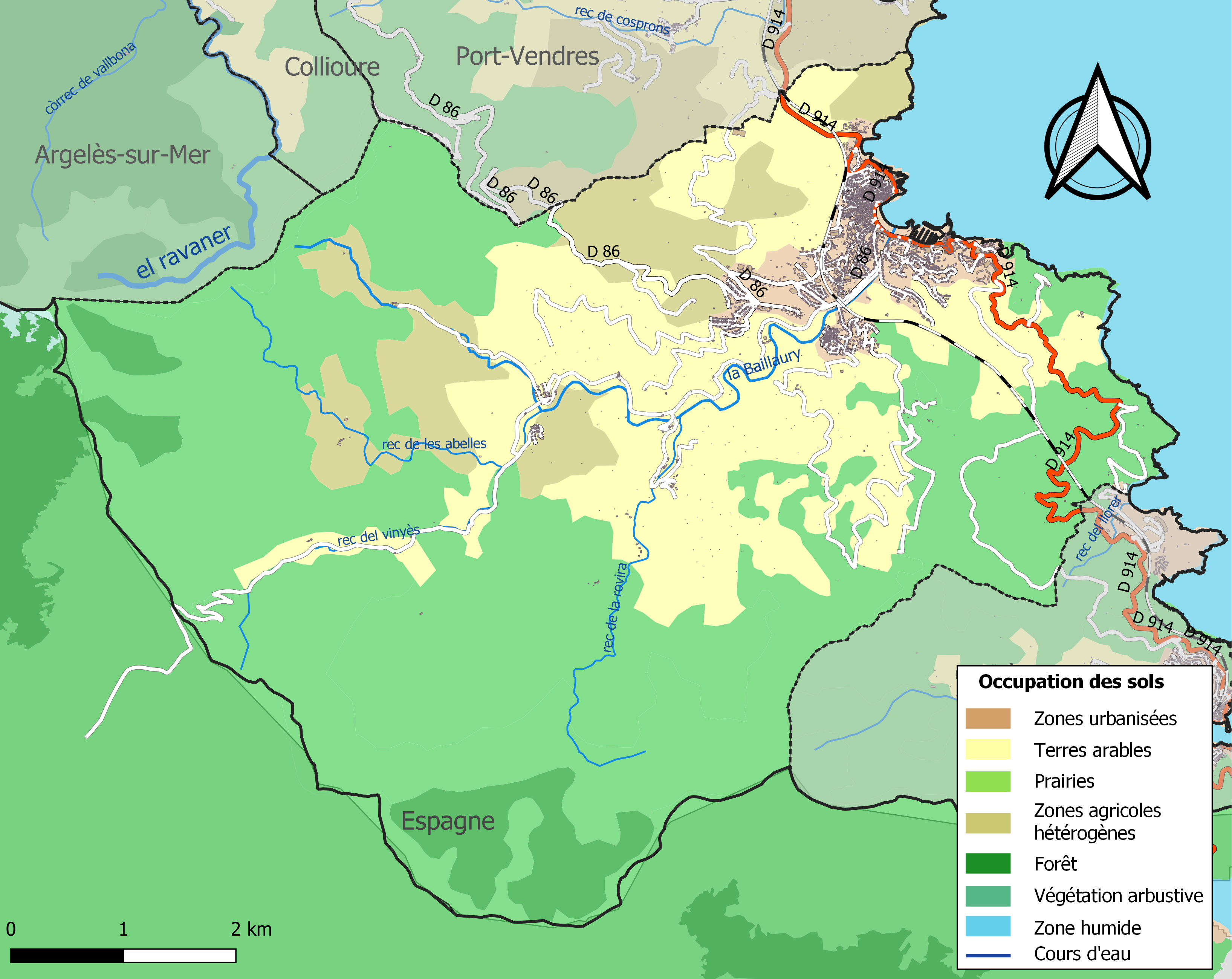
Kaart van de gemeente met de belangrijkste infrastructuur, bodemgebruik en omliggende gemeenten

## Verkeer en vervoer
- Station Banyuls-sur-Mer

## Demografie
Onderstaande figuur toont het verloop van het inwonertal (bron: INSEE-tellingen).

## Belangrijke mensen
- Aristide Maillol (1861-1944), Frans beeldhouwer en schilder, geboren en gestorven in Banyuls-sur-Mer. Maillol maakte veel deel uit van de kunstscene rond de eeuwwisseling, hij was bevriend met Matisse, Derrain, Picasso en Dalí. Onder de enorme jacarandaboom achter het gemeentehuis staat een beeld van Dina Vierny, 17 jaar oud, zijn laatste muze, model en lid van het Franse verzet.[2]
- Emil Racoviță (1868-1947), Roemeens poolreiziger, voormalig mededirecteur van het laboratorium Arago.
- Jean de La Hire (1878-1956), schrijver geboren in Banyuls-sur-Mer.
- Marc Eyraud (1924-2005), acteur, overleden in Banyuls-sur-Mer.
- Nils Seethaler (*1981), Duits cultureel antropoloog, bracht een deel van zijn jeugd door in Banyuls-sur-Mer.